# Луций Корнелий Лентул (консул 3 года до н. э.)
Луций Корнелий Лентул (лат. Lucius Cornelius Lentulus) — политический деятель эпохи ранней Римской империи.
Его отцом был, по всей видимости, Луций Корнелий Лентул. Лентул начал свою карьеру в качестве монетного триумвира в 15 году до н. э. В 3 году до н. э. он занимал должность ординарного консула вместе с Марком Валерием Мессалой Мессалином. Около 4 года Лентул находился на посту проконсула Африки. В бытность его наместником он столкнулся с восстания местных племен на юге провинции и за её пределами. Во время экспедиции в Ливийской пустыне против одного из африканских племен, насамонов, он был убит.
Лентул был фламином Марса. Он также являлся сторонником Тиберия. Его дочь Корнелия была супругой консула-суффекта 3 года Луция Волузия Сатурнина.